# 香取神社 (春日部市西金野井)
香取神社（かとりじんじゃ）は、埼玉県春日部市の神社。

## 歴史
創建年代は不明である。ただ「徳治元年（1306年）」の銘の棟札があることから、少なくとも鎌倉時代後期には既に存在していたものと推測される。
1586年（天正14年）、後北条氏より2貫文の寄進を受け、1591年（天正19年）に関東地方の新領主となった徳川家康により寺領10石が与えられた。
かつては現在地より200メートル北に位置していたが、江戸川にかなり近かったため、治水工事で1951年（昭和26年）に移転した。
当社拝殿の扁額は副島種臣の筆である。またかつては埼玉県の天然記念物に指定されていた「香取神社の大ケヤキ」があった。樹齢600年といわれていたが、1975年（昭和50年）に枯れ始め、1986年（昭和61年）に完全に枯死した。

## 文化財
- 香取神社本殿（埼玉県指定有形文化財 昭和31年11月1日指定）[2]
- 西金野井香取神社の棟札（春日部市指定有形文化財 昭和57年12月1日指定）[3]
- 西金野井香取神社領朱印状 付 香取神社領替地につき覚書一通、 黒漆塗葵紋入文箱一点（春日部市指定有形文化財 平成26年3月25日指定）[3]

## 交通アクセス
- 南桜井駅より徒歩22分。